# Sumte
Sumte est un village de la commune d'Amt Neuhaus en Basse-Saxe en Allemagne, situé à trois kilomètres du fleuve Elbe, du côté rive droite de celui-ci.
Il a été évoqué comme un symbole lors de la crise des migrants en 2015, à cause du contraste entre sa population de 102 habitants et les 750 réfugiés qui y ont été accuellis,. Cet accroissement de population a été bénéfique économiquement, avec un effet positif sur les finances de la commune.